# András Béla
András Béla (1945-ig: Endre Béla Kálmán József) (Budapest, 1909. szeptember 12. – Budapest, 1980. február 21.) magyar karnagy, zeneszerző, színházigazgató.

## Életpályája
1931–1934 között Kodály Zoltánnál tanulta a zeneszerzést a budapesti Zeneművészeti Főiskolán. 1933-ban a Budai Dalárda énekkarát vezette. 1934-ben a Fővárosi Gázművek karvezetője volt. 1934-ben a Fővárosi Gázművek énekkarával díjat nyert Kodály Zoltán Karádi nóták és Huszt című kórusművének előadásával. 1937-től a Vasas Szakszervezet énekkarát vezette. Az 1930-as évek végén a Városi és a Nemzeti Színház karmestereként dolgozott. 1941–1944 között a Kolozsvári Nemzeti Színházban vezényelt. Mivel a háborús bűnös vitéz Endre László rokona volt, családi nevét 1945-ben Andrásra módosította. 1945 után visszatért Budapestre. 1946–1949 között a budapesti Vígopera igazgatója és karnagya volt. 1950–1962 között a Vasas Központi Művészegyüttes művészeti vezetője volt. 1962-ben nyugdíjba vonult. 1963-tól az Irodalmi Színpad zenei vezetője volt.

## Családja
Szülei: Endre Dénes és Rátz Margit Borbála voltak. 1937. március 14-én, Budapesten feleségül vette Maccechini Emiliát.